# رائول سدراس
رائول سدراس (انگلیسی: Raoul Cédras؛ زادهٔ ۹ ژوئیهٔ ۱۹۴۹) نیروی نظامی اهل هائیتی است. وی از ۳۰ سپتامبر ۱۹۹۱ تا ۸ اکتبر ۱۹۹۱ رئیس‌جمهور این کشور بود.